# Maskärt
Maskärt (Scorpiurus vermiculatus) är en ärtväxtart som beskrevs av Carl von Linné. Maskärt ingår i släktet skorpionärter, och familjen ärtväxter. Inga underarter finns listade i Catalogue of Life.